# Zagyvaszántó
Zagyvaszántó község Heves vármegye Hatvani járásában.

## Fekvése
Hatvantól északra fekszik, a Mátra délnyugati lábánál. Közigazgatási területe két különálló részből tevődik össze, az északabbra eső területrész jóval kisebb a másiknál és csak lakatlan külterületek alkotják.
A közvetlenül határos települések: északkelet felől Apc, délkelet felől Petőfibánya, dél felől Lőrinci (Selyp), nyugat felől Héhalom, északnyugat felől pedig Palotás. Különálló területrésze révén határos még észak felől Jobbágyival, északnyugat felől pedig Szarvasgedével is.
Legfontosabb folyóvize a Zagyva, amely a lakott területeitől nem messze keletre folyik, észak-déli irányban. Északi határszélén torkollik a folyóba a Cserhát keleti részén eredő Szuha-patak.

### Megközelítése
Legfontosabb közúti megközelítési útvonala a 21-es főút, amely a lakott területének nyugati peremén húzódik. Központja a 2132-es és a 2403-as utak találkozásánál fekszik; külterületeit érinti még a 2131-es út is.
A hazai vasútvonalak közül a Hatvan–Somoskőújfalu-vasútvonal érinti, melynek egy, Apccal közös állomása van itt. Apc-Zagyvaszántó vasútállomás a két település határvonalán létesült, Zagyvaszántó legészakibb házaitól alig pár száz méterre, Apctól lényegesen távolabb.

## Története
Már a bronzkorban lakott település. Az 1970-es években történt az ún. Sósdomb feltárása, amely a mai falu szélétől 200 méterre helyezkedett el, a Kossuth utca folytatásában.
A község neve először egy 1299-es oklevélben szerepel „Zantho” alakban, mint a Váci egyházmegye birtoka. A 19. század első felében a herceg Grassalkovich és gróf családok birtokolták. Később báró Schossberger Rezső szerezte meg. Nevéhez fűződik a Selypi medence iparának fejlesztése. Ő alapította a selypi cukorgyárat. Temploma római katolikus, amelyet 1723-ban építtetett Koháry István, és Szent András apostolról nevezték el. Zagyvaszántó az 1950-es megyerendezésig Nógrád vármegye Sziráki járásához tartozott, ezt követően került át Heves megyéhez.

## Közélete

### Polgármesterei
- 1990–1994: Oldal Alfréd (független)[3]
- 1994–1998: Oldal Alfréd (MSZP)[4]
- 1998–2002: Oldal Alfréd (független)[5]
- 2002–2006: Oldal Alfréd (független)[6]
- 2006–2010: Oldal Alfréd (független)[7]
- 2010–2014: Fekete László (MSZP)[8]
- 2014–2019: Fekete László (MSZP)[9]
- 2019–2024: Fekete László (független)[10]
- 2024– : Fekete László (független)[1]

## Népesség
A település népességének változása:
| Lakosok száma | 1979 | 1974 | 1985 | 1894 | 1824 | 1828 | 1820 |
|               | 2013 | 2014 | 2015 | 2021 | 2022 | 2023 | 2024 |

2001-ben a település lakosságának közel 100%-a magyar nemzetiségűnek vallotta magát.
A 2022-es népszámlálás során a lakosok 91,8%-a magyarnak, 0,8% cigánynak mondta magát (8,2% nem nyilatkozott, valamit 2% egyébbel válaszolt; a kettős identitások miatt a végösszeg nagyobb lehet 100%-nál). A vallási megoszlás a következő volt: római katolikus 42,3%, református 3,2%, egyéb keresztény felekezhethez tartozó 1,3%, egyéb katolikus 0,7%, felekezeten kívüli 16,9% (34,6% nem nyilatkozott).
2022-ben a lakosság 91,8%-a vallotta magát magyarnak, 0,8% cigánynak, 0,1-0,1% ukránnak, szlováknak, németnek, szerbnek és románnak, 2% egyéb, nem hazai nemzetiségűnek (8,2% nem nyilatkozott; a kettős identitások miatt a végösszeg nagyobb lehet 100%-nál). Vallásuk szerint 42,3% volt római katolikus, 3,2% református, 0,4% evangélikus, 0,3% görög katolikus, 0,1% ortodox, 0,1% izraelita, 1,3% egyéb keresztény, 0,7% egyéb katolikus, 16,9% felekezeten kívüli (34,6% nem válaszolt).

## Külső hivatkozások
- Vasútállomás